# XXIIIe corps d'armée (Italie)
Pour les articles homonymes, voir 23e corps d'armée.
Le XXIIIe corps d'armée (en italien: XXIII Corpo d'armata) était une unité (corps d'armée) de l'armée royale italienne (Regio Esercito), active pendant la Première et la Seconde Guerre mondiale.

## Histoire
Il existait un XXIIIe corps d'armée pendant la Première Guerre mondiale, formé à Padoue, qui a existé entre le 10 avril 1917 et le 15 juillet 1919.
Le corps a été reformé à Khoms en Libye le 15 octobre 1939 et a participé à l'invasion italienne de l'Égypte.
Comme le reste de la 10e armée italienne, il a dû battre en retraite et a pris des positions défensives dans la grande fortification italienne de Bardia.

Pendant la bataille de Bardia, la ville est envahie par la 6e division australienne et, malgré sa supériorité numérique, l'ensemble du XXIIIe corps d'armée est fait prisonnier le 5 janvier 1941 et dissous.
Le 15 juin 1942, un nouveau XXIIIe corps est formé à Trieste pour défendre la côte et Trieste. 
À la suite de l'armistice du 8 septembre 1943 (armistice de Cassibile), le 10 septembre 1943, le Corps est désarmé par les Allemands et dissous.

## Composition
en 1940
- 1re CC.NN. Division "23 Marzo"
- 2e Division CC.NN. Division "28 Ottobre"
- 2e Division Libyenne

en 1942-1943
- 2e Division d'Infanterie "Sforzesca"
- 23e Commandement des gardes-frontières

## Commandants
- Général de corps d'armée (General di Corpo d'armata) Annibale Bergonzoli (15 octobre 1939 - 5 janvier 1941) prisonnier de guerre
- Général de corps d'armée (General di Corpo d'armata)  Alberto Ferrero (15 juin 1942 - 10 septembre 1943)

## Source
- (en) Cet article est partiellement ou en totalité issu de l’article de Wikipédia en anglais intitulé « XXIII Army Corps (Italy) » (voir la liste des auteurs).